# Eclissi solare del 30 giugno 1954
L'eclissi solare del 30 giugno 1954, di tipo totale, è un evento astronomico che ha avuto luogo il suddetto giorno attorno alle ore 12:32 UTC. La durata della fase massima dell'eclissi è stata di 2 minuti e 35 secondi e l'ombra lunare sulla superficie terrestre raggiunse una larghezza di 153 km. Il punto con la massima totalità è avvenuto al largo della costa norvegese, vicino alla città di Bergen.
L'eclissi del 30 giugno 1954 divenne la seconda eclissi solare nel 1954 e la 126ª nel XX secolo. La precedente eclissi solare si è verificata il 5 gennaio 1954, la seguente il 25 dicembre 1954.
L'eclissi solare totale ha attraversato Stati Uniti, Canada, Groenlandia, Islanda, Isole Faroe, Regno Unito, Norvegia, Svezia, Unione Sovietica, Polonia, Iran, Afghanistan, Pakistan e India. L'eclissi solare parziale ha coperto la maggior parte della regione nordamericana, Europa, Asia centrale e occidentale e alcune aree circostanti.

## Percorso e visibilità

Animazione dell'eclissi del 30 giugno 1954

L'eclissi si è manifestata all'alba locale nella parte settentrionale del Nebraska, Stati Uniti. Quindi  l'ombra lunare si è spostata a nord-est attraverso gli Stati Uniti settentrionali, passando attraverso il Lago Superiore  e in diagonale attraverso il Canada sud-orientale; nel Mare del Labrador, Regno di Danimarca, i territori meridionali della Groenlandia, attraverso l'Atlantico settentrionale, in Islanda sfiorandone l'estremità meridionale. Proseguendo a sud-est ha coperto il Regno di Danimarca verso i domini d'oltremare delle Isole Faroe e buona parte delle Shetland. L'eclissi massima è stata raggiunta nella parte nord-orientale del Mare del Nord, a circa 30 chilometri a ovest dei territori norvegesi di Øygarden e Hordaland.
Dopodiché, l'umbra attraversò la Scandinavia meridionale, il Mar Baltico e l'Unione Sovietica sud-occidentale. Lungo la strada, oltrepassò l'angolo nord-orientale della Polonia quindi attraversò il Mar Caspio e poi dirigendosi sempre verso sud est l'Iran, l'Afghanistan e il Pakistan, e infine terminò in India nord-occidentale al tramonto.

## Osservazioni a fini scientifici
Nel Regno Unito, l'unica area del paese in cui passava la zona totale era situata presso le isole Shetland, al settentrione della Scozia. Tuttavia, localmente quando non pioveva il cielo era sempre coperto di nuvole. Circa 400 scienziati di tutto il mondo hanno osservato la fase di eclissi totale in Svezia. La Facoltà di Astronomia dell'Università di Kiev, al tempo Unione sovietica, ha condotto attività di osservazione a Kiev (ora capitale dell'Ucraina) e ha scattato foto della corona solare. Inoltre, personale scientifico dell'Istituto Astronomico Sternberg si è recato a Nevinnomyssk nel Territorio di Stavropol' per osservare l'eclissi solare totale.

## Eclissi correlate

### Eclissi solari 1953 - 1956
Questa eclissi è un membro di una serie semestrale. Un'eclissi in una serie semestrale di eclissi solari si ripete approssimativamente ogni 177 giorni e 4 ore (un semestre) in nodi alternati dell'orbita della Luna.

### Ciclo di Saros 126
L'evento fa parte del ciclo 126 di Saros, che si ripete ogni 18 anni, 11 giorni, contenente 72 eventi. La serie è iniziata con un'eclissi solare parziale il 10 marzo 1179. Comprende eclissi anulari dal 4 giugno 1323 al 4 aprile 1810, eclissi ibride dal 14 aprile 1828 al 6 maggio 1864 ed eclissi totali dal 17 maggio 1882 al 23 agosto 2044. La serie termina al membro 72 con un'eclissi parziale il 3 maggio 2459. La durata più lunga dell'eclissi centrale (anulare o totale) è stata di 6 minuti, con 30 secondi di anularità il 26 giugno 1359. La durata più lunga di una eclissi totale nella serie è stata di 2 minuti e 36 secondi il 10 luglio 1972. Tutte le eclissi di questa serie si verificano nel nodo discendente della Luna.